# Davy Frick
Davy Frick (* 5. April 1990 in Triptis) ist ein ehemaliger deutscher Fußballspieler.

## Karriere
Frick begann seine Karriere bei Grün-Weiß Triptis und wechselte 2007 in die Jugend des FC Carl Zeiss Jena. Nach 2 Jahren in der U-19 des FC Carl Zeiss Jena wurde er zur Saison 2009/10 in das Oberliga Nordostteam befördert. Am 2. Spieltag der Saison 2010/11 gab er am 31. Juli 2010 sein Profi-Debüt gegen Dynamo Dresden in der 3. Liga für den FC Carl Zeiss Jena. Nachdem er seinen Profieinstand feierte, wurde er von Jürgen Raab wieder in die Reserve beordert. Frick entschied nach vier Jahren beim FC Carl Zeiss Jena eine neue Herausforderung zu suchen und schloss sich dem damaligen Oberligisten FSV Zwickau an. Dort stieg er bald zur Stammkraft auf und konnte trotz seiner Position in der Innenverteidigung auch mehrfach durch Tore zum Erfolg seiner Mannschaft beitragen. Am Ende der Saison 2015/16 gelang es Frick und seinem Verein, die Aufstiegsrelegation zur 3. Liga zu erreichen. Dort setzte man sich gegen den SV Elversberg durch und stieg in der Folge in die 3. Liga auf. Auch dort lief Frick regelmäßig für den FSV Zwickau auf und fungierte zuletzt als Kapitän seiner Mannschaft. Erst Ende der Saison 2022/23 stieg Frick mit dem FSV Zwickau wieder in die Regionalliga ab. Im Mai 2024 kündigt Frick an, nach Ende der Saison 2023/24 seine aktive Karriere zu beenden. Er wolle dem Verein jedoch in anderer Funktion erhalten bleiben.

## Erfolge
FSV Zwickau
- Meister der Oberliga Nordost Staffel Süd und Aufstieg in die Regionalliga Nordost: 2011/12
- Meister der Regionalliga Nordost und Aufstieg in die 3. Liga: 2015/16